# 359 v.Chr.

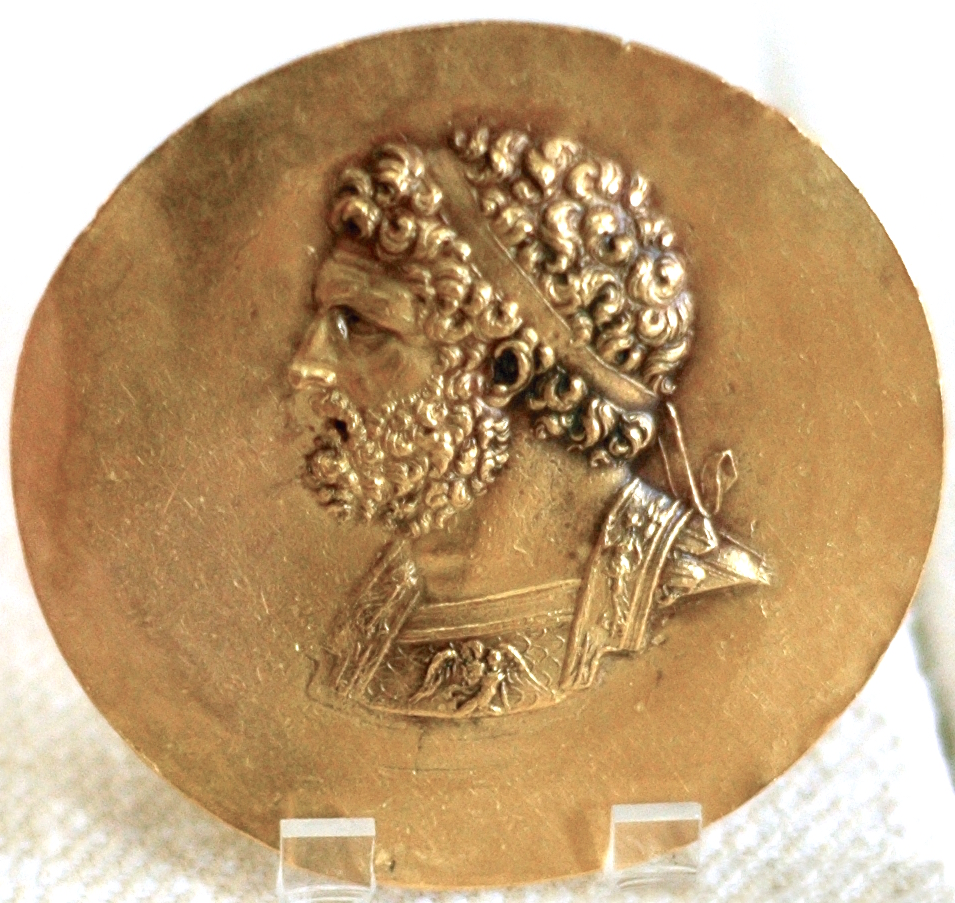
Philippus II van Macedonië (r. 359 - 336)

Het jaar 359 v.Chr. is een jaartal volgens de christelijke jaartelling.

## Gebeurtenissen

### Griekenland
- Perdiccas III van Macedonië wordt gedood in een gevecht tegen de Illyriërs. Hij wordt opgevolgd door zijn zoon Amyntas IV van Macedonië.
- De 23-jarige Philippus wordt regent over de minderjarige Amyntas IV. Hij hervormt het politieke bestuurssysteem.
- Philippus laat zijn neef Amyntas IV afzetten en wordt zelf koning van Macedonië als Philippus II van Macedonië.
- Philippus II van Macedonië sluit een vredesverdrag met Illyrië, de stad Amphipolis blijft in Atheense handen.
- Philippus II moderniseert het Macedonische leger, de phalanx wordt met een langere lans, de sarissa uitgerust.

## Geboren
- Philippus III van Macedonië, halfbroer van Alexander de Grote

## Overleden
- Perdiccas III van Macedonië, broer van Philippus II